# U.N.P.O.C.
U.N.P.O.C., pseudonimo di Tom Bauchop (Crook of Devon, ...), è un cantante e compositore britannico dell'etichetta discografica Fence Collective Records.
Ha pubblicato due album studio con la Domino Records, Fifth Column e, in edizione limitata, Live at King Tut's.
Nel 2007, il suo singolo Here on my own è stato scelto come parte della colonna sonora del film e opera teatrale Hallam Foe, il quale ha vinto il premio come "Migliori Musiche" al Festival di Berlino. Nello stesso anno, la canzone è stata usata come tema del trailer teatrale al Golden Horse Film Festival di Taipei, Taiwan.

## Discografia

### Album
- Fifth Column (2003)
- Live at King Tut's (2004)

### Singoli
- Amsterdam/Here on My Own (2003)